# 昆提卢斯
馬爾庫斯·奧瑞利烏斯·克勞狄烏斯·昆提盧斯（约220年—270年），270年在任羅馬帝國的皇帝，同年自殺，克勞狄二世的騎兵司令奧勒良繼任皇帝。

## 生平
昆提盧斯是前任皇帝克勞狄二世的弟弟。軍功顯赫的皇帝克勞狄，僅僅二年的統治便死於瘟疫。其弟昆提盧斯繼任為羅馬皇帝，受到羅馬元老院的承認。但駐守於多瑙河的軍團並不認同昆提盧斯，他們推舉克勞狄的騎兵司令奧勒良為自己的克勞狄二世。不久之後，軍隊都站在奧勒良一方，元老院也放棄了昆提盧斯，逼使昆提盧斯自殺。

## 史料来源争议
關於昆提盧斯的史料缺乏，並且引發後世各種不同的爭議。吉朋認為，當克勞狄在病榻之前，已經當著軍官與政府重要人員之前，指定奧勒良為他的繼承人。但他那既無才能與勇氣的弟弟昆提盧斯，卻趁機在阿奎萊亞稱帝，並早一步取得元老院的認可。直到他的支持者全部棄他而去後，他才以切開手臂血管的方式自殺。他的帝位只維持了十七天。